# Liste der Monuments historiques in Mauvilly
Die Liste der Monuments historiques in Mauvilly führt die Monuments historiques in der französischen Gemeinde Mauvilly auf.

## Liste der Immobilien
| Bezeichnung         | Beschreibung | Standort              | Kennzeichnung | Schutzstatus | Datum | Bild           |
| ------------------- | --- | --------------------- | ------------- | ------------ | ----- | -------------- |
| Château de Mauvilly | Wasserburg, 14. Jahrhundert, im 17. Jahrhundert zum Schloss umgebaut; mit Wirtschaftsgebäuden, Gärten und Wassergräben | Rue du Château (Lage) | PA21000098    | Inscrit      | 2019  | weitere Bilder |